# Rick Salomon
 (janvier 2007).
Rick Salomon (né le 24 janvier 1968 à Asbury Park, New Jersey, États-Unis) est un producteur de films américain. 
Il devient célèbre en partageant un film nommé 1 Night in Paris, montrant ses ébats sexuel avec Paris Hilton. Le film devient un succès international.
Il a été en couple avec plusieurs stars d’Hollywood Elizabeth Daily, Shannen Doherty, Pamela Anderson et Paris Hilton. Fils de l'ancien vice-président de Warner Bros "Robert Jess Salomon", Rick a grandi à Hollywood.
Shannen Doherty l'a quitté en découvrant le film 1 Night in Paris avec Paris Hilton.

## Biographie
Vers l'âge de 20 ans, il devient producteur et homme d'affaires.
Il a été marié avec l'actrice Elizabeth Daily de 1995 à 2000 et a eu deux enfants — Hunter, né le 13 mars 1996, et Tyson, né le 14 octobre 1998.
Rick Salomon est apparu sur la scène médiatique lors de son mariage phénomène avec l'actrice Shannen Doherty (Beverly Hills), en 2002. Leur mariage fut annulé au bout de 9 mois seulement, après une dispute en public — Shannen Doherty étant excédée par sa relation avec Paris Hilton.
En 2004 est apparue une cassette vidéo filmant les ébats amoureux de Hilton et de Salomon. La cassette fut diffusée sur Internet, probablement par Donald Thrasher, ami de Hilton et également colocataire de Salomon. Ce dernier poursuivit en justice à la fois la compagnie responsable de la diffusion de la cassette, et la famille de Paris Hilton : il accusa la famille de la jeune fille de ternir sa réputation en laissant entendre qu'il avait volontairement abusé de la jeune Paris et d'avoir nui à l'image qu'ils avaient construite pour elle. Il demanda une indemnité de 10 millions de dollars.
Quelques mois plus tard, Salomon commença à distribuer la cassette lui-même, à travers sa propre compagnie de films pour adultes Red Light District Video. Il fut attaqué pour cela par Paris Hilton.
Hilton fut indemnisée de 400 000 dollars ainsi que d'une part des recettes de la vente, mais elle nie avoir accepté de l'argent venant de la publication du film. Le dvd de ce film est intitulé "1 Night in Paris" (ce qui peut être traduit par « 1 nuit dans Paris » avec un jeu de mots scabreux sur le prénom de la riche héritière) et est facilement disponible. Il fut un énorme best-seller en 2005 et a remporté plusieurs AVN Awards...
Rick a cité Andrew Brin et Mike Tyson comme ses héros personnels.
En octobre 2007, il a épousé l'actrice Pamela Anderson et a divorcé deux mois plus tard.

## Poker
C'est un joueur de poker qui a une certaine réussite. Il a un gain total de presque 10 millions de dollars.

## Filmographie

### Producteur délégué
- 2007 : Who's Your Caddy? de Don Michael Paul
- 2006 : DMX: Soul of a Man (TV) de Rayce R. Denton, Gobi, Michael McQuarn
- 2004 : 1 Night in Paris de Rick Salomon
- 2002 : American Girl de Jordan Brady

### Acteur
- 2009 : Ma vie pour la tienne (My Sister's Keeper) de Nick Cassavetes
- 2006 : Alpha Dog de Nick Cassavetes.... Salesman
- 2000 : Bob's Video de Dino Andrade.... Doug
- 2022 : Gasoline Alley d'Edward John Drake : Percy Muleeny